# معلومات مغلوطة عن جائحة فيروس كورونا
أسفر تفشي وباء فيروس كورونا 2019-20 (كوفيد-19) نظريات المؤامرة ومعلومات مُضلِلة عن أصله ونطاقه والوقاية منه وتشخيصه وعلاجه، فقد انتشرت معلومات زائفة، بما في ذلك التضليل المتعمد للمعلومات، عبر وسائل التواصل الاجتماعي، والرسائل النصية، ووسائل الإعلام، بما في ذلك وسائل الإعلام الحكومي في بلدان مثل الصين وروسيا وإيران وتركمانستان، وقد نشر المشاهير والساسة (بما في ذلك رؤساء الدول في بلدان مثل الولايات المتحدة الأمريكية وإيران والبرازيل)، وشخصيات عامة بارزة أخرى هذه المعلومات، وزعم الاتحاد الأوروبي أن وسائل الإعلام الروسية والصينية نشرت معلومات خاطئة؛ ويتفق بعض خبراء الإعلام على ذلك، محملًا أيضًا الرئيس الأميركي دونالد ترامب، وقد ادعت عمليات الاحتيال التجاري أنها تعرض اختبارات داخل المنزل والوقاية المفترضة، وعلاجات "معجزة"، وزعم ممثلون آخرون أن الفيروس سلاح بيولوجي مزود بلقاح حائز على براءة اختراع، أو مُخطط للسيطرة على أعداد السكان، أو نتيجة لعملية تجسس، وقد أعلنت منظمة الصحة العالمية عن «معلومات خاطئة» عن الفيروس، مما يشكل مخاطر على الصحة العالمية.

## الأنواع والأصل والأثر
أفادت البي بي سي عن الانتشار المتزايد لنظريات المؤامرة والنصيحة الصحية الزائفة المتعلقة بكوفيد-19 في 30 يناير/كانون الثاني، ومن الأمثلة البارزة في ذلك الوقت النصيحة الصحية الزائفة المتبادلة على وسائل التواصل الاجتماعي والمحادثات الخاصة، وكذلك نظريات المؤامرة مثل أن الأصل في حساء الخفافيش، وتفشي المرض خُطط بمشاركة معهد بيربرايت، وقد أدرجت الغارديان سبع حالات من المعلومات المضللة في 31 يناير/كانون الثاني، بالإضافة إلى نظريات المؤامرة حول الأسلحة البيولوجية والارتباط بتكنولوجيا شبكة الجيل الخامس، وكذلك نصائح صحية خاطئة متنوعة.
في محاولة لتسريع المشاركة في الأبحاث، تحولت العديد من الأبحاث إلى خوادم ما قبل الطباعة (النشر الأكاديمي) مثل أرخايف(arXiv) أو الأرشيف الحيوي (BioRxiv) أو الأرشيف الطبي (Medrxiv) أو شبكة أبحاث العلوم الإجتماعية (SSRN)، ويمكن تحميل الأوراق إلى هذه الخوادم دون مراجعة الأقران أو أي عملية تحرير أخرى تضمن جودة البحث، ولقد أسهمت بعض هذه الأوراق في انتشار نظريات المؤامرة، وكانت أبرز الحالات هي ورقة مطبوعة مُحمّلة إلى biRxiv، تدعي أن الفيروس يحتوي على «عمليات إدراج» فيروس نقص المناعة البشرية، وقد سحبت الورقة بعد الجدل.
ووفقًا لدراسة نشرها معهد رويترز لدراسة الصحافة، فإن معظم المعلومات المضللة المتعلقة بكوفيد-19 تنطوي على «أشكال مختلفة من إعادة التشكيل، حيث تكون المعلومات الموجودة والتي تكون حقيقية في كثير من الأحيان إما مُنسجه أو ملتوية أو معاد سياقتها أو معاد صياغتها» في حين أن المعلومات المضللة أقل «كانت ملفقة تمامًا»، لم تجد الدراسة أي تزييف عمبق في العينة المدروسة، كما وجدت الدراسة أن «المعلومات المضللة من أعلى إلى أسفل من السياسيين والمشاهير وغيرهم من الشخصيات العامة البارزة الأخرى»، في حين استحوذت أقلية من العينات على غالبية المشاركة في وسائل التواصل الاجتماعي، ووفقًا لتصنيفها، فإن أكبر فئة من المعلومات المضللة (39%) تتضمن «ادعاءات مضللة أو كاذبة حول تصرفات أو سياسات السلطات العامة، بما في ذلك المنظمات الحكومية والدولية مثل منظمة الصحة العالمية أو الأمم المتحدة».
وكانت التجربة الطبيعية تربط بين المعلومات المضللة حول الفيروس كورونا وزيادة الإصابة والوفاة؛ ومن بين اثنين من البرامج الإخبارية التلفزيونية المماثلة على نفس الشبكة، كانت إحدى البرامج تتعامل بجدية مع الفيروس كورونا قبل شهر واحد من الأخرى، وكان الأشخاص والمجموعات المُعرّضة لأخبار الاستجابة البطيئة أعلى معدلات الإصابة والوفاة.

## الجهود المبذولة لمكافحة المعلومات المغلوطة
وصفت منظمة الصحة العالمية في 2 فبراير/شباط «معلومات خاطئة هائلة»، مشيرة إلى وفرة المعلومات الكثيرة المبلغ عنها وغير دقيقة وغير صحيحة عن الفيروس الذي «يجعل من الصعب على الناس العثور على مصادر موثوق وإرشادات موثوق بها عندما يحتاجون إليها»، وقد ذكرت منظمة الصحة العالمية أن الطلب المرتفع على المعلومات الموثوقة في الوقت المناسب هو ما دفاعها إلى إنشاء خط ساخن مباشر يعمل على مدار اليوم طوال أيام الأسبوع لدحض الخرافات، حيث تقوم فرق الاتصال ووسائل التواصل الاجتماعي التابعة لها بمراقبة المعلومات المضللة والرد عليها من خلال موقعها على الإنترنت وصفحات وسائل التواصل الاجتماعي، وقد فضحت منظمة الصحة العالمية بشكل خاص العديد من الادعاءات كاذبة، بما فيها الادعاء بأن الشخص يستطيع معرفة ما إذا كان لديه الفيروس أم لا عن طريق حبس أنفاسه، وادعاء بان شرب كميات كبيرة من الماء سيحمى من الفيروس، وأن الغرغرة بالماء والملح يمنع العدوى.
أزالت شركة أمازون في نهاية فبراير/شباط أكثر من مليون منتج يُزعم أنها تعالج أو تحمي من فيروس كورونا، وأزالت عشرات الآلاف من قوائم المنتجات الصحية التي كانت أسعارها «أعلى بكثير من الأسعار الاعتيادية على الأمازون أو خارجه»، ورغم أن العديد من المواد «لا تزال تباع بأسعار مرتفعة بشكل غير عادي» حتى 28 فبراير/شباط.
وقد حدثت ملايين الحالات من المعلومات المضللة عن كوفيد-19 عبر عدد من المنصات على الإنترنت، وأشار باحثون آخرون في الأخبار الكاذبة إلى أن بعض الشائعات بدأت في الصين، ثم انتشرت العديد منها في وقت لاحق في كوريا والولايات المتحدة، وهو الأمر الذي دفع العديد من الجامعات في كوريا إلى البدء في حملة «حقائق متعددة اللغات قبل الشائعات» لفصل الادعاءات الشائعة التي شوهدت على الإنترنت.
من بين مجموعات أخرى، أشادت وسائل الإعلام بتغطية ويكيبيديا لكوفيد-19 ومكافحة تضمين المعلومات المضللة من خلال الجهود التي تقودها مؤسسة ويكي (Project Med Foundation) ومشروع ويكي الطبي (WikiProject Medicine) على موقع ويكيبديا النسخة الإنجليزية.
وقد تأثرت العديد من الصحف المحلية بشدة بسبب الخسائر في إيرادات الإعلانات بسبب فيروس كورونا، وقد فُصل الصحفيين، وأغلقت بعض الصحف بالكامل.
وقد خفّضت العديد من الصحف من خاصية بيوول (paywall) (وهو برنامج يمنع دخول إلى الموقع إلا عن طريق دفع مال وغالبًا ما يكون شهريًا)، وذلك لإجل بعض تغطية فيروس كورونا أو كلها، وقد قام العديد من الناشرين العلميين بإعداد أوراق علمية ذات وصول مفتوح تتعلق بتفشي المرض.
وكانت وزارة الداخلية التركية تعتقل مستخدمي وسائل التواصل الاجتماعي الذين كانت مواقعهم «تستهدف المسؤولين وينشروا الذعر والخوف من خلال الإشارة إلى انتشار الفيروس على نطاق واسع في تركيا وأن المسؤولين اتخذوا إجراءات غير كافية»، وفي كمبوديا، أُعتقل بعض الأفراد الذين أعربوا عن قلقهم من انتشار كوفيد-19، بتهمة نشر أخبار كاذبة، وقد أقر المشرعون الجزائريون قانوناً يجرم «الأخبار الكاذبة» التي تعتبر ضارة «بالنظام العام وأمن الدولة»، ووقد أُعتقل أشخاص بزعم نشر أخبار كاذبة عن فيروس كورونا في الفلبين والصين والهندومصر وبنغلادش والمغرب ولاوس وفيتنام وإندونيسيا ومنغوليا وسريلانكا وكينيا وجنوب أفريقيا وتايلاند وكازاخستان وأذربيجان وماليزيا وهونغ كونغ.

## صناعة بشرية/نظريات المؤامرة
فقد ظهرت نظريات المؤامرة في وسائل التواصل الاجتماعي والمنافذ الإخبارية الرئيسة، وهي تتأثر بشدة بالجغرافيا السياسية، وذكرت الجزيرة أن المنافذ الرئيسة التي نشرت نظريات المؤامرة شملت وسائل الإعلام المحلية والخارجية الروسية (القناة الأولى الروسية وقناة آر تي)، والصحف البريطانية «ديلي ميل»، ووسائل الإعلام المحافظة في الولايات المتحدة.

### فيروس معدل جينيًا
وقد زُعم مرارًا أن الفيروس قد خلقه البشر عمدًا.
نشرت مجلة طب الطبيعة (Nature Medicine) مقالاً تجادل فيه ضد نظرية المؤامرة بأن الفيروس قد أُنشا صناعيًا، وقد تبين أن الصلة شديدة بين القسيمات الفولفية الفيروسية والإنزيم محول للأنجيوتنسين 2 البشري (ACE2)، هي "على الأرجح نتيجة الانتقاء الطبيعي للإنسان أو ACE2 الشبيه بالإنسان والتي تسمح بإيجاد حل آخر ملزم مثالي، من المحتمل أن يكون أحد الأنظمة الجينية العكسية العديدة الخاصة بفيروس كورونا بيتا مُستخدمة في حالة التلاعب الجيني،  في حين أظهرت البيانات الوراثية بشكل لا يمكن دحضه أن الفيروس غير مُشتق من قالب فيروس سبق استخدامه، ووجد أن التركيب الجزيئي الكلي للفيروس يختلف عن الفيروسات كورونا المعروفة ويشبه إلى حد كبير فيروسات الخفافيش وآكل النمل الحرشفي التي كانت قليلة الدراسة ولم يعرف قط أنها تضر بالبشر.
نقلت صحيفة فاينانشال تايمز في فبراير/شباط 2020 عن خبير الفيروسات وباحث فيروسات كورونا العالمي الرئيسي المشترك تريفور بيدفورد: «لا يوجد دليل على الإطلاق على الهندسة الوراثية التي يمكننا العثور عليها»، و«الأدلة التي لدينا هي أن الطفرات في الفيروس تتسق تمامًا مع التطور الطبيعي»، وأوضح بيدفورد كذلك أن «السيناريو الأكثر ترجيحًا استنادًا إلى التحليل الجيني، هو أن الفيروس انتقل بواسطة خفاش إلى حيوان ثديي آخر بين 20 إلى 70 عامًا مضت، وقام هذا الحيوان الوسيط - الذي لم يتم تحديده بعد - بتمريره إلى أول مضيف بشري له في مدينة ووهان في أواخر نوفمبر/ تشرين الثاني أو أوائل ديسمبر/ كانون الأول 2019».
نشرت مجلة ذا لانسيت في 19 فبراير/شباط 2020 رسالة من مجموعة من العلماء تدين «نظريات المؤامرة التي توحي بأن كوفيد-19 ليس له أصل طبيعي».

### سلاح بيولوجي صيني

#### الولايات المتحدة الأمريكية
في كانون الثاني 2020، نشرت بي بي سي نيوز مقالًا عن معلومات مضللة عن الفيروس كورونا، مستشهدة بمقالين من 24 كانون الثاني من واشنطن تايمز قالوا أن الفيروس كان جزءًا من برنامج صيني للأسلحة البيولوجية، ومقره معهد ووهان لعلم الفيروسات
(WIV). نشرت واشنطن بوست لاحقًا مقالًا يفضح نظرية المؤامرة، مستشهدة بخبراء أمريكيين أوضحوا سبب كون WIV غير مناسب لأبحاث الأسلحة البيولوجية، وأن معظم الدول تخلت عن الأسلحة البيولوجية على أنها غير مثمرة، وأنه لا يوجد دليل على أن الفيروس تم هندسته وراثيا.
في 29 كانون الثاني، اقترح موقع الأخبار المالية والمدونة الإلكترونية ZeroHedge بدون دليل أن عالمًا في WIV أنشأ سلالة COVID-19 المسؤولة عن تفشي الفيروس التاجي. سرد Zerohedge تفاصيل الاتصال الكاملة للعالم الذي يفترض أنه مسؤول، وهي ممارسة تعرف باسم doxing ، من خلال تضمين اسم العالم وصورته ورقم هاتفه، مما يوحي للقراء بأنهم «يدفعون [العالم الصيني] زيارة» إذا أرادوا معرفة «ما الذي تسبب بالفعل في جائحة الفيروس التاجي». قام موقع تويتر لاحقًا بتعليق حساب المدونة بشكل دائم لانتهاكه سياسة التلاعب بالمنصة.
في كانون الثاني 2020، أبلغت Buzzfeed News على الإنترنت لرابط بين شعار WIV و "Umbrella Corporation"، الوكالة التي أنشأت الفيروس المسؤول عن نهاية العالم في غيبوبة في امتياز Resident Evil. أشارت المنشورات على الإنترنت أن «راكون» (المدينة الرئيسية في Resident Evil) كانت عبارة عن رسم توضيحي لـ «كورونا». وأشار سنوبس إلى أن الشعار لم يكن من WIV ، ولكن شركة تدعى Shanghai Ruilan Bao Hu San Biotech Ltd (تقع على بعد حوالي 500 ميل (800 كم) في شنغهاي)، وأن الاسم الصحيح للمدينة في Resident Evil كان «Raccoon المدينة».
في شباط 2020، اقترح السيناتور الأمريكي توم كوتون (R-AR) وفرانسيس بويل، أستاذ القانون، أن الفيروس ربما يكون قد نشأ في مختبر صيني؛ أشار العديد من الخبراء الطبيين إلى عدم وجود دليل على ذلك. قال المعلق السياسي المحافظ Rush Limbaugh في برنامج Rush Limbaugh Show - البرنامج الإذاعي الأكثر شعبية في الولايات المتحدة - أن الفيروس ربما كان «تجربة مختبر ChiCom» وأن الحكومة الصينية كانت تستخدم الفيروس والهستيريا الإعلامية المحيطة به لإسقاط دونالد ترامب.
في 6 شباط، طلب البيت الأبيض من العلماء والباحثين الطبيين إجراء تحقيقات سريعة في أصول الفيروس لمعالجة الانتشار الحالي و «لإبلاغ التحضير المستقبلي لتفشي المرض وفهم جوانب انتقال الفيروس / الحيوان والبيئة بشكل أفضل». وقالت مجلة فورين بوليسي الأمريكية إن «الأجندة السياسية لـ Xi Jinping قد تتحول إلى سبب جذري للوباء» وأن مبادرة الحزام والطريق «جعلت من الممكن أن يصبح مرض محلي خطرًا عالميًا».
أفادت The Inverse أن «كريستوفر بوزي، مؤسس Bot Sentinel، أجرى تحليلًا لـ Twitter لـ Inverse ووجد أن الروبوتات و trollbots [على الإنترنت] يقدمون مجموعة من الادعاءات الكاذبة. كسلاح، أن الديمقراطيين يبالغون في التهديد بإيذاء دونالد ترامب وأكثر من ذلك. في حين أننا لا نستطيع تأكيد أصل هذه الروبوتات، فهم بالتأكيد مؤيدون لترامب».
زعم المعلق المحافظ جوش برنشتاين أن الحزب الديمقراطي و «الدولة الطبية العميقة» يتعاونان مع الحكومة الصينية لإنشاء وإطلاق فيروس كورونا لإسقاط دونالد ترامب. ومضى برنشتاين ليقترح أن يتم حبس المسؤولين في غرفة مصابة بمرض فيروس التاجي المصاب كعقاب.
قال جيري فالويل جونيور، رئيس جامعة ليبرتي، روج لنظرية التآمر على شبكة فوكس نيوز أن كوريا الشمالية والصين تآمرت معًا لإنشاء الفيروس التاجي. وقال أيضًا إن الناس كانوا يبالغون في رد فعلهم تجاه تفشي الفيروس التاجي وأن الديمقراطيين كانوا يحاولون استخدام الوضع لإيذاء الرئيس ترامب.

#### اتهامات المملكة المتحدة

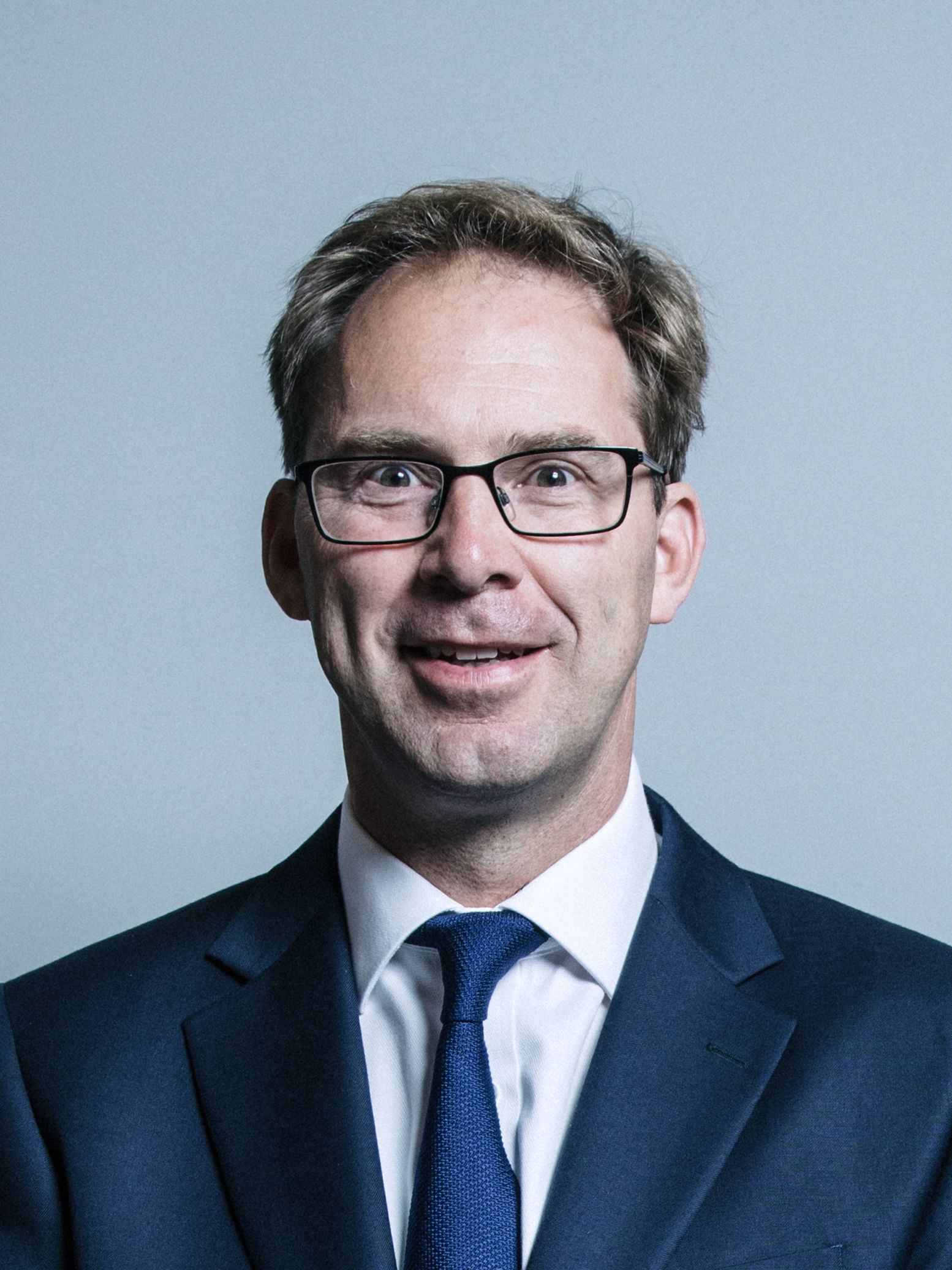
قال توبياس إلوود "سيكون من غير المسؤول أن نقترح أن مصدر هذا الانتشار كان خطأ في برنامج الأسلحة البيولوجية العسكرية الصينية ... ولكن في غياب قدر أعظم من الشفافية في الصين فلن يكون بوسعنا أن نتأكد تماماً من ذلك.

شكك النائب المحافظ توبياس إلوود، رئيس لجنة الدفاع المختارة في مجلس العموم البريطاني، علنًا في فبراير/ شباط في دور معهد ووهان للمنتجات البيولوجية التابع للجيش الصيني ودعا إلى «زيادة الشفافية بشأن أصل فيروس كورونا»، وذكرت صحيفة ديلي ميل في أوائل أبريل/نيسان 2020 أن أحد أعضاء لجنة كوبرا (وهي لجنة حكومية مكلفة بتقديم المشورة بشأن الأزمات) ذكر برغم من«توازن المشورة العلمية» لا يزال حتى الآن فيروس كورونا القاتل كان ينتقل لأول مرة إلى البشر من سوق الحيوانات حية في ووهان، والتسرب من مختبر في المدينة الصينية «لم يعد مستبعد»، كما أنه ذكر أن الاستخبارات الحكومية لا تجادل في أن الفيروس له أصل حيواني، ولا يستهان بفكرة التسرب من مختبر ووهان، قائلا «ربما ليس من قبيل الصدفة أن يكون هناك مختبر في ووهان»؛ نقلت صحيفة «آسيا تايمز» القصة كما لو كانت واقعية، ربما لم تكن على علم بسمعة صحيفة «ديلي ميل».

#### اتهامات الهند
وفي خضم ارتفاع الخوف من رهاب الصين، نُشرت نظريات المؤامرة على الشبكات التواصل الاجتماعي في الهند أن الفيروس «سلاح بيولوجي» تدعمه الدولة، وقد خرج عن السيطرة، كما نُشرت مقاطع فيديو زائفة تزعم أن السلطات الصينية تقتل المواطنين لمنع انتشاره.

#### اتهامات أوكرانيا
ووفقًاً لصحيفة كييف بوست، فإن نظريتين شائعتين في مجال المؤامرة على شبكة الإنترنت في أوكرانيا هما أن الكاتب الأميركي دين كوونتز توقع الوباء في روايته "عيون الظلام" في عام 1981، وأن فيروس كورونا كان عبارة عن سلاح بيولوجي تسرب من مختبر سري في ووهان.

### سلاح بيولوجي أمريكي

#### اتهامات روسيا
في 22 شباط، زعم المسؤولون الأمريكيون أن روسيا تقف وراء حملة تضليل مستمرة، باستخدام آلاف حسابات وسائل التواصل الاجتماعي على تويتر وفيس بوك وإنستقرام للترويج المتعمد لنظريات المؤامرة التي لا أساس لها، مدعيا أن الفيروس سلاح بيولوجي صنعته وكالة المخابرات المركزية والولايات المتحدة. شن حرب اقتصادية على الصين باستخدام الفيروس. قال مساعد وزيرة الخارجية بالنيابة لأوروبا وأوراسيا فيليب ريكر، «إن نية روسيا هي بث الشقاق وتقويض المؤسسات والتحالفات الأمريكية من الداخل» و «من خلال نشر معلومات مضللة عن فيروسات التاجية، تختار الجهات الخبيثة الروسية مرة أخرى تهديد السلامة العامة من خلال تشتيت الانتباه عن الاستجابة الصحية العالمية». روسيا تنفي هذا الادعاء قائلة«هذه قصة كاذبة عمدا».
وفقًا لمجلة The National Interest، ومقرها الولايات المتحدة، على الرغم من أن القنوات الروسية الرسمية كانت صامتة عند دفع نظرية مؤامرة الحرب البيولوجية الأمريكية، فإن عناصر إعلامية روسية أخرى لا تشارك ضبط النفس في الكرملين. نشر زفيزدا، وهو منفذ إخباري ممول من وزارة الدفاع الروسية، مقالا بعنوان «فيروس كورونا: الحرب البيولوجية الأمريكية ضد روسيا والصين»، زاعما أن الفيروس يهدف إلى الإضرار بالاقتصاد الصيني، وإضعاف يده في الجولة التالية من المفاوضات التجارية . ادعى السياسي القومي المتطرف وزعيم الحزب الديمقراطي الليبرالي الروسي فلاديمير جيرينوفسكي في محطة إذاعية في موسكو أن الفيروس كان تجربة من قبل البنتاغون وشركات الأدوية. قام السياسي إيغور نيكولين بجولات على التلفزيون الروسي ووسائل الإعلام الإخبارية، بحجة أنه تم اختيار ووهان للهجوم لأن وجود مختبر فيروس BSL-4 قدم قصة غلاف للبنتاغون ووكالة المخابرات المركزية حول تسرب التجارب الحيوية الصينية. تزعم وثيقة الاتحاد الأوروبي 80 محاولة من قبل وسائل الإعلام الروسية لنشر معلومات مضللة تتعلق بالوباء.
ووفقا لتاسك فورس ستراتنكوم الشرقية (East StratCom Task Force)، فإن وكالة أنباء سبوتنيك كانت تنشر قصص نشطة تخمن أن الفيروس كان يمكن اختراعه في لاتفيا، وأنه كان يستخدمه الحزب الشيوعي الصيني لقمع الاحتجاجات في هونغ كونغ، ويُقدم عن قصد لتقليل عدد كبار السن في إيطاليا، وأنها كانت موجهة ضد حركة السترات الصفراء، وإجراء العديد من المضاربات الأخرى، وقد ظهرت فروع سبوتنيك في بلدان منها أرمينيا وبيلاروسيا وأسبانيا والشرق الأوسط مع نسخ من هذه القصص.

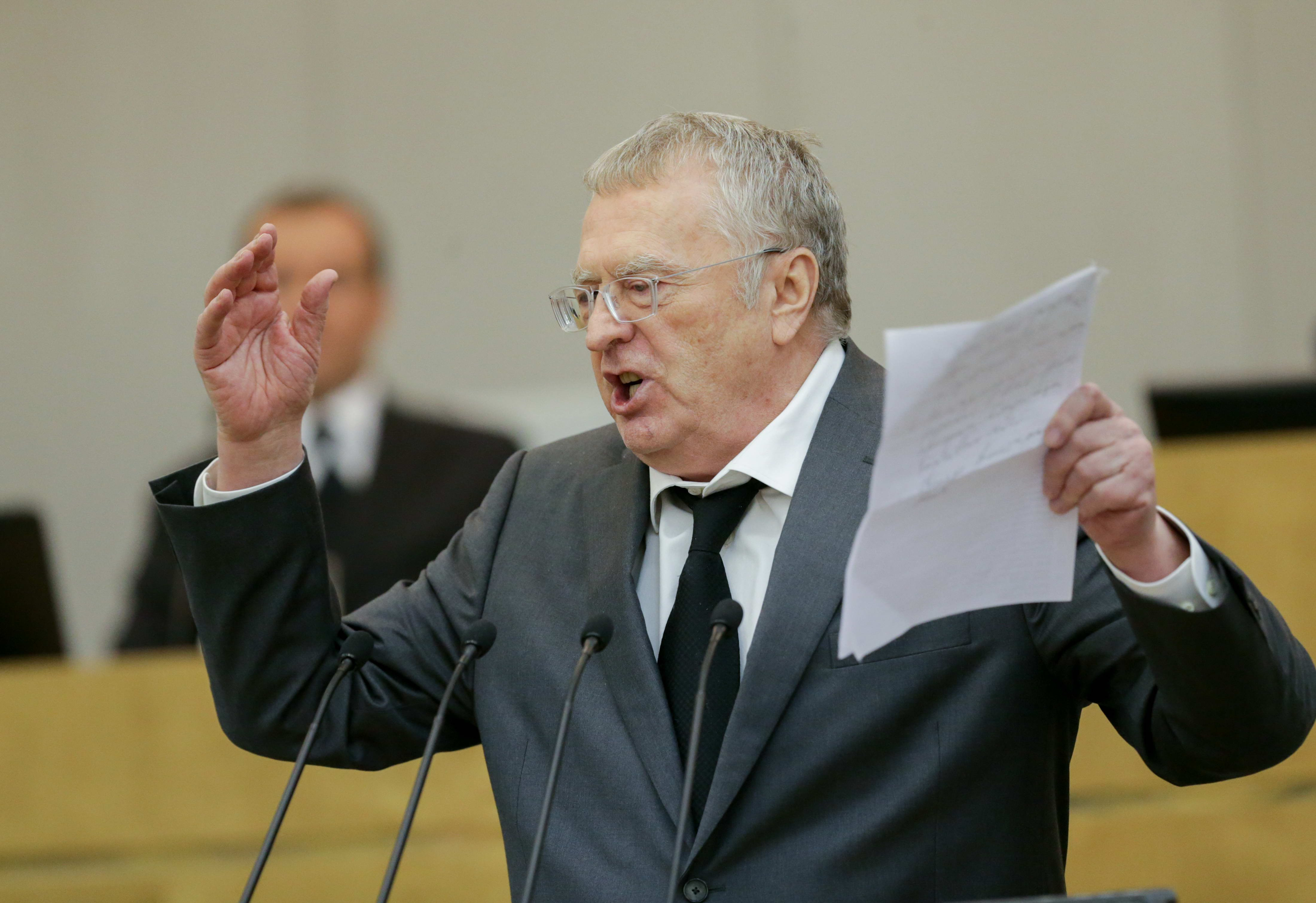
وادعى فلاديمير جيرينوفسكي، الذي لديه تاريخ من التعليقات المتطرفة، أن فيروس سارس كوف 2 كان تجربة قام بها البنتاجون وشركات الأدوية

#### اتهامات إيران
وفقا لراديو فاردا، اتهم رجل الدين الإيراني سيد محمد سعيدي الرئيس الأمريكي دونالد ترامب باستهداف Qom بالفيروس التاجي «لتدمير ثقافتها وشرفها». زعم سعيدي أن ترامب يفي بوعده بضرب مواقع ثقافية إيرانية، إذا انتقم الإيرانيون من الضربة الجوية التي قتلت قائد قوة القدس قاسم سليماني.
ادعى شخصية التلفزيون الإيراني علي أكبر ريفيبور أن الفيروس التاجي كان جزءًا من برنامج «الحرب الهجينة» الذي تشنه الولايات المتحدة على إيران والصين. زعم العميد غلام رضا جلالي، رئيس منظمة الدفاع المدني الإيرانية، أن الفيروس التاجي من المحتمل أن يكون هجومًا بيولوجيًا على الصين وإيران بأهداف اقتصادية.
زعم حسين سلامي، رئيس فيلق الحرس الثوري الإسلامي (IRGC)، أن تفشي الفيروس كورونا في إيران قد يكون بسبب «هجوم بيولوجي» أمريكي. وأدلى العديد من السياسيين الإيرانيين، بمن فيهم حسين أمير عبد الله، ورسول فلاهاتي، وعلي رضا بناهيان، وأبو الفضل حسن بيجي، وغلامالي جعفر زادة إيمانبادي، بملاحظات مماثلة. وقدم المرشد الأعلى الإيراني، آية الله علي خامنئي، اقتراحات مماثلة.
بعث الرئيس الإيراني السابق محمود أحمدي نجاد برسالة إلى الأمم المتحدة في 9 آذار، زاعما أنه «من الواضح للعالم أن الفيروس التاجي المتغير تم إنتاجه في المختبر» وأن COVID-19 هو «سلاح جديد لإنشاء و/ أو الحفاظ على اليد السياسية والاقتصادية العليا في الساحة العالمية».
وادعى آية الله الراحل هاشم بطحائي كلبايكاني أن «أمريكا هي مصدر فيروس كورونا، لأن أمريكا توجهت إلى الصين وأدركت أنها لا تستطيع أن تكون في مستوى الصين اقتصاديا أو عسكريا».
ورفض رضا ملك زادة، نائب وزير الصحة الإيراني ووزير الصحة السابق، مزاعم بأن الفيروس سلاح بيولوجي، مشيرًا إلى أن الولايات المتحدة ستكون تعاني منه بشدة، وقال إن إيران أُضرت بشدة لأن علاقاتها الوثيقة بالصين وعدم رغبتها في قطع العلاقات الجوية قد أدخلت الفيروس، ولأن الحالات المبكرة كانت خاطئة بأنها الإنفلونزا.

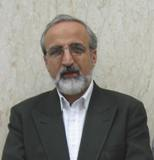
رفض رضا ملك زادة نائب وزير الصحة نظريات الارهاب البيولوجى.

#### اتهامات صينية
وفقًا لصحيفة الإيكونوميست التي تتخذ من لندن مقراً لها، فإن نظريات المؤامرة حول فيروس كورونا المستجد، تنتشر بشكل كبير عبر مواقع الإنترنت صينية، حيث تتهم هذه المواقع ان وكالة المخابرات الأمريكية هي من تقف خلف إنشاء هذا الفيروس.
ظهرت مقالات مؤامرة متعددة باللغة الصينية تعود لعصر السارس (2002)، عاودت الظهور بتفاصيل جديدة، مدعية أن السارس هو حرب بيولوجية تقوم بها أمريكا ضد الصين. تزعم بعض هذه المقالات أن شركة BGI Group من الصين باعت المعلومات الوراثية للجينات البشرية للصينيين إلى أمريكا، حيث تمكنت أمريكا بعد ذلك من نشر الفيروس الذي يستهدف على وجه التحديد جينات الأفراد الصينيين.  
في 26 يناير، نشر موقع الأخبار العسكرية الصينية Xilu مقالاً يوضح كيف تم دمج الفيروس بشكل مصطنع من قبل أمريكا «لاستهداف الصينيين بالتحديد».
أثارت بعض المقالات في المواقع الشعبية في الصين الشكوك حول الرياضيين العسكريين الأمريكيين المشاركين في دورة ووهان للألعاب العسكرية العالمية 2019 والتي دامت حتى نهاية أكتوبر 2019، مقترحةً أنهم نشروا الفيروس. هم يدعون أن عدم اكتراث الرياضيين الأمريكيين ونتائجهم المتفاوتة ودون الوسط في اللعبة يشير لاحتمالية وجودهم هناك لأغراض أخرى ومن الممكن أنهم كانوا عملاء حرب بيولوجية. وذكرت هذه المنشورات أن مكان إقامتهم في ووهان كان أيضًا قريبا من سوق ووهان للمأكولات البحرية حيث سُجِّلت أول مجموعة حالات معروفة.
في مارس 2020، أيّد المتحدث الرسمي باسم وزارة خارجية جمهورية الصين الشعبية -جاو ليجين- نظرية المؤامرة هذه. وفي 13 مارس، استدعت الحكومة الأمريكية السفير الصيني تسوي تيان كاي إلى واشنطن العاصمة بسبب نظرية المؤامرة الخاصة بفيروس كورونا.

#### العالم العربي
وفقًا «لمعهد الشرق الأوسط للبحوث الإعلامية غير الربحي» في العاصمة واشنطن، فأن العديد من الكتاب في الصحافة العربية روجوا لنظرية المؤامرة التي مفادها أن كورونا، وكذلك السارس وفيروس إنفلونزا الخنازير، تم إنشاؤها عمدا ونشرها من قبل الولايات المتحدة لبيع اللقاحات ضد هذه الأمراض، وهي «جزء من حرب اقتصادية ونفسية تشنها الولايات المتحدة ضد الصين بهدف إضعافها وتشويه صورتها كبلد متخلف ومصدر للأمراض». قدم معهد الشرق الأوسط للبحوث الإعلامية أمثلة على مقالات تم نشرها في الوطن العربي تتهم الولايات المتحدة بشن حرب بيولوجية على الصين وكان من ضمنها ما قاله السياسي العراقي صباح العقيلي على قناة الاتجاه، وكاتب صحيفة الوطن السعودية سعود الشهري، والكاتب اليومي في صحيفة الثورة حسين صقر، والصحفي المصري أحمد رفعت على موقع «فيتوجايت» الإخباري المصري.

#### الفلبين
قام السيناتور الفلبيني، تيتو سوتو، بتشغيل فيديو عن مؤامرة الأسلحة البيولوجية في جلسة استماع لمجلس الشيوخ في فبراير، تشير إلى أن فيروس كورونا هو حرب بيولوجية ضد الصين.

#### فنزويلا
أعلن عضو الجمعية التأسيسية الوطنية «إلفيس مينديز» أن فيروس كورونا هو «مرض بكتريولوجي طُوِّر بين عامي 1989 و 1990 وعلى مدى التاريخ» وأنه مرض «خُصِّب من قبل غير متحدثي الإسبانية (الغرينغو)». وقد وضع مينديز نظرية مفادها أن الفيروس كان سلاحًا ضد أمريكا اللاتينية والصين، وأن الغرض منه هو «إحباط معنويات الأفراد وإضعافهم من أجل تطبيق أنظمتهم».

### المؤامرات المعادية للسامية
أكد التلفزيون الإيراني برس تي في أن «العناصر الصهيونية طورت سلالة أكثر فتكًا من فيروس كورونا ضد إيران». وعلى نحو مماثل، اتهمت العديد من وسائل الإعلام العربية إسرائيل والولايات المتحدة بابتكار ونشر كوفيد-19 وإنفلونزا الطيور والسارس. وقدم المستخدمون على وسائل الإعلام الاجتماعية مجموعة متنوعة من النظريات، بما في ذلك الافتراض بأن اليهود قد صنّعوا كوفيد-19 للتعجيل بانهيار سوق الأسهم العالمية وبالتالي الربح من خلال التداول من الداخل، في حين افترض ضيف على التلفزيون التركي سيناريو أكثر طموحًا يفيد أن اليهود والصهاينة قد ابتكروا كوفيد-19 وإنفلونزا الطيور وحمى القرم بهدف «تخطيط العالم والاستيلاء على البلدان، وتحييد شعوب العالم».

### عملية تجسس
زعم بعض الناس أن كورونا المستجد سرق من مختبر أبحاث الفيروسات الكندي من قبل علماء صينيين، واعتمدوا في هذا الادعاء على مقال صحفي نشرته هيئة الإذاعة الكندية (CBC) في يوليو 2019. زعمت هيئة الإذاعة الكندية أن تقريرها يشوبه المعلومات الخاطئة، وأن إريك موريسيت، رئيس العلاقات الإعلامية في Health Canada ووكالة الصحة العامة في كندا، قال إن نظرية المؤامرة «ليس لها أي أساس واقعي».

### مخطط لتحديد أعداد السكان
وفقًا لهيئة الإذاعة البريطانية، فأن جوردان سثر، وهو مدون فيديو على اليوتيوب ويدعم نظرية مؤامرة كيو انون اليمينية المتطرفة وحركة مكافحة اللقاحات، ادعى أن اندلاع المرض كان عبارة عن مخطط لتقليل عدد السكان أنشأه معهد Pirbright في إنجلترا، بالشراكة مع الرئيس التنفيذي السابق لشركة مايكروسوفت بيل جايتس.

### سام هايد
ادعى منشور على فيسبوك أن سام هايد، الذي وصف بأنه إرهابي أسلحة بيولوجية دولية، كان وراء اندلاع المرض. هايد، الممثل الكوميدي، كان قد تم إلقاء اللوم عليه في السابق لأكثر من مرة لإطلاق نار جماعي كجزء من «ميم» انتشر على الإنترنت.

## حجم الوباء

### الممرضة الصينية
في 24 كانون الثاني (يناير)، ظهر شريط فيديو تم بثه عبر الإنترنت ويبدو أنه لإحدى الممرضات تدعى جين هوي في مقاطعة خوبي، حيث تصف إن الوضع أكثر خطورة في ووهان مما يزعم المسؤولون الصينيون. ادعى الفيديو أن أكثر من 90,000 شخص قد أصيبوا بالفيروس في الصين، ويمكن أن ينتشر الفيروس من شخص واحد إلى 14 شخصًا، وبدأ الفيروس في بتكوين طفرة ثانية. جذب الفيديو ملايين المشاهدات على منصات التواصل الاجتماعي المختلفة وتم ذكره في العديد من التقارير عبر الإنترنت. ومع ذلك، لاحظت هيئة الإذاعة البريطانية أنه على خلاف ما هو مكتوب في الترجمة في أحد إصدارات الفيديو الموجودة، لا تدعي المرأة أنها ممرضة أو طبيبة في الفيديو وأن بدلتها وقناعها لا يتطابقان مع ما يرتديه الطاقم الطبي في خوبي. تمت وسم الفيديو التي يدعي إن 90,000 حالة مصابة بوسم «غير مدعومة بالأدلة».

### تسريب كاذب لحصيلة الضحايا
في 25 فبراير، نشرت صحيفة تايوان نيوز مقالًا ادعت فيه أن تينسنت قد سرّبت عن طريق الخطأ الأعداد الحقيقية لحالات الوفاة والعدوى في الصين. وتشير صحيفة تايوان نيوز أن متتبع تينسنت للحالة الوبائية عرض لوقت قصير عدة مرات حصيلة أعداد الوفيات والعدوى أعلى من الرقم الرسمي، مستشهدةً بمنشور على فيسبوك لصاحب متجر مشروبات تايواني -هيروكي لو- البالغ من العمر 38 عامًا، وأُشير إلى المقال في عدد من المنافذ الإخبارية الأخرى مثل صحيفة «ديلي ميل» وتم تداول المنشور على نطاق واسع على مواقع تويتر وفيسبوك وفورشان مشعلًا مجموعة واسعة من نظريات المؤامرة بأن لقطة الشاشة تشير إلى عدد الوفيات الحقيقي بدلًا من تلك التي نشرها مسؤولو الصحة. يدّعي جاستن ليسلر، أستاذ مساعد في كلية بلومبرغ للصحة العامة، أن الأرقام «المسربة» المزعومة غير منطقية وغير واقعية، ذاكرًا أن معدل الوفيات أدنى بكثير من «المعلومات المسربة». يزعم متحدث باسم شركة تينسنت ردًا على المقال الإخباري أن الصورة قد تم التلاعب بها. وهي تتضمن «معلومات خاطئة لم ننشرها قط».
دافع كيوني إيفيرينغتون مؤلف المقال الإخباري الأصلي وأكد صحة التسريب. أثبت براين هيوي ولارس ووستر من مجلة نيو بلوم، عدم صحة النظرية باللجوء لبيانات من مواقع أخرى كانت تستخدم قاعدة بيانات تينسنت لإنشاء تصورات مخصصة دون إظهار أي من الأرقام المتضخمة التي تظهر في الصور التي نشرتها تايوان نيوز. وهكذا، استنتجا أن لقطة الشاشة كانت مفبركة رقميًا.

### معلومات مغلوطة ضد تايوان
في 26 فبراير 2020، أفادت وكالة الأنباء المركزية التايوانية بأن كميات كبيرة من المعلومات المضللة ظهرت على موقع فيسبوك بدعوى أن الوباء في تايوان قد خرج عن السيطرة، وأن الحكومة التايوانية قد تكتمت عن العدد الإجمالي للحالات، وأن الرئيسة تساي إنغ ون قد أصيبت بالفيروس. وأشارت منظمة تايوان لتحري الحقائق إلى أن المعلومات المضللة على فيسبوك كانت تتشابه مع معلومات البر الرئيسي للصين بسبب استخدامها للحروف الصينية المبسطة ومفردات لغة البر الرئيسي. وتحذر المنظمة من أن الغرض من المعلومات المضللة هو مهاجمة الحكومة.
في مارس 2020، حذر مكتب التحقيقات التابع لوزارة العدل في تايوان من أن البر الرئيسي الصيني يسعى لتقويض الثقة في الأخبار الحقيقية من خلال تصوير تقارير الحكومة التايوانية على أنها أنباء زائفة. وتحقق السلطات التايوانية فيما إذا كانت هذه الرسائل مرتبطة بتعليمات من الحزب الشيوعي الصيني. دحض مكتب شؤون تايوان التابع لجمهورية الصين الشعبية الادعاءات ناعتًا إياها بالأكاذيب وقال إن الحزب التقدمي الديمقراطي التايواني «يحرض على الكراهية» بين الطرفين.

### خريطة مشروع السكان العالمي الكاذبة
في أوائل شهر فبراير، استولت عدد من المنافذ الإخبارية الأسترالية (وصحف التابلويد البريطانية ذا صن، ديلي ميل، ميترو) على خريطة قديمة تُظهر تفشي فيروسي مفترض نشره مشروع السكان العالمي (جزء من جامعة ساوثهامبتون) وادعت أن الخريطة تمثل تفشي فيروس كورونا 2020. ثم انتشرت هذه المعلومات المضللة عبر حسابات المنافذ الإعلامية على وسائط التواصل الاجتماعي، في حين أزال البعض منها الخريطة لاحقًا، ذكرت بي بي سي أن عددًا من المواقع الإخبارية لم تزيل الخريطة بعد.

## معلومات طبية خاطئة

### وجود اللقاح مسبقًا
أُفيد أن عدة منشورات على وسائط التواصل الاجتماعي قد روجت لنظرية المؤامرة مدعية أن الفيروس معروف مسبقًا وأن اللقاح متاح بالفعل. أشار موقعا PolitiFact.com و FactCheck.org إلى عدم وجود لقاح حاليّا لفيروس كوفيد-19. وتشير براءات الاختراع التي استشهدت بها وسائل الإعلام الاجتماعية المختلفة إلى براءات الاختراع الحالية للتسلسلات الجينية واللقاحات للسلالات الأخرى من فيروس كورونا مثل فيروس كورونا المرتبط بالمتلازمة التنفسية الحادة الشديدة (SARSr-CoV). وأفادت منظمة الصحة العالمية في 5 فبراير 2020 وسط التقارير الإخبارية المتهافتة حول «التوصل» لعقاقير لعلاج المصابين بالفيروس، أنه لا من علاجات فعالة معروفة؛ وأضافت أيضًا أن المضادات الحيوية وعلاجات الأعشاب غير ناجعة. ويعمل العلماء على تطوير لقاح، ولكن حتى الثامن عشر من مارس 2020، لم يجتاز أي لقاح مُرشح الاختبارات السريرية.

### علاج الكوكايين
ثمّة العديد من التغريدات تزعم أن استنشاق الكوكايين من شأنه أن يعقم المنخرين من فيروس كورونا وانتشرت تلك التغريدات كالنار في الهشيم في مختلف أنحاء أوروبا وأفريقيا. وفي رد على ذلك، أصدرت وزارة الصحة الفرنسية تصريحًا عامًا ينفي صحة هذا الادعاء، كذلك فعلت منظمة الصحة العالمية.

### المناعة الأفريقية
ابتداءً من 11 فبراير، أشارت تقارير انتشرت بسرعة عبر فيسبوك إلى أن طالبا كاميرونيًا في الصين قد شُفي تمامًا من الفيروس بسبب المورثات الأفريقية لديه. في حين عولج الطالب بنجاح، فقد أشارت مصادر إعلامية أخرى أنه لا من دليل يشير إلى أن الأفارقة أكثر مقاومة للفيروس، وصنفت هذه الادعاءات بأنها معلومات كاذبة. وقد دحض وزير الصحة الكيني موتاهي كاغواي بشكل واضح الإشاعات القائلة إن «الأشخاص ذوي البشرة السوداء لا يمكن أن يُصابوا بفيروس كورونا»، بعد الإعلان عن أول حالة في كينيا في 13 مارس.

### الجيل الخامس لشبكات الهاتف المحمول (5G)
في فبراير 2020، أفادت بي بي سي أن أصحاب نظرية المؤامرة على وسائط التواصل الاجتماعي ادعوا وجود صلة بين فيروس كورونا وشبكات الهاتف المحمول 5G، مدعين أن تفشي الفيروس في ووهان وسفينة أميرة الألماس السياحية كان بسبب الحقول الكهرومغناطيسية وإدخال تكنولوجيا 5G والتقنيات اللاسلكية بشكل أساسي. في مارس 2020، نُشر شريط فيديو للطبيب توماس كاوان، يزعم فيه أن فيروس كورونا ناتج عن شبكة 5G، استناداً إلى مزاعم بأن البلدان الأفريقية لم تتأثر بشكل كبير بالجائحة لأن أفريقيا لم تغطيها شبكة 5G. انتُقِدت الادعاءات والفيديو على حد سواء -والتي أيدها المغني كيري هيلسون- على وسائط الإعلام الاجتماعية ودُحضت من قبل رويترز والمدير التنفيذي لجمعية الصحة العامة الأمريكية جورج سي. بنجامين.

### المعلومات المغلوطة حسب البلد

#### البرازيل
وفي البرازيل، تم تداول شريط فيديو بشكل كبير يزعم أن الخل أكثر فعالية من معقم اليدين ضد فيروس كورونا. ودُحِض ذلك إذ «لا يوجد دليل على أن حمض الخل فعال ضد الفيروس»، وحتى إن وُجِد فإن «تركيزه في الخل المنزلي العادي منخفض».
وقيل إن الكلوروفورم وعقار لولو القائم على مركب الإيثر يعالج هذا المرض في رسائل انتشرت في البرازيل. ومن بين العلاجات الأخرى التي ذكرتها الرسائل المنتشرة في البرازيل تناول الأفوكادو والشاي بالنعنع والويسكي الساخن والعسل والزيوت الأساسية وفيتامين سي، دي وشاي الشمرة (المزعم أنه مماثل لدواء تاميفلو، وفقًا لرسالة بريد إلكتروني زائفة منسوبة إلى مدير المستشفى) والكوكايين.

#### الصين
أعلنت العديد من وسائل الإعلام الصينية الوطنية والحزبية عن تقرير «بحث مفاجئ» أعده معهد ووهان لأبحاث الفيروسات ومعهد شنغهاي للماتيريا ميديكا والأكاديمية الصينية للعلوم حول مركب شوانغهانغليان (بالصينية: shuanghuanglian)، وهو مزيج عشبي من الطب الصيني التقليدي، وعن إمكانيته تثبيط ظهور فيروس كورونا الجديد. وقد أدى التقرير إلى الإقبال على شراء شوانغهانغليان بجنون.

#### إستونيا
في 27 فبراير 2020، أعلن وزير الداخلية الإستوني مارت هيلم في مؤتمر صحفي حكومي أن الزكام الشائع قد سُمِّي فيروس كورونا وأنه لم يوجد في شبابه ما يشبه ذلك. أوصى بارتداء الجوارب الدافئة ولصاقات الخردل بالإضافة إلى مسح دهون الإوز على صدر الشخص كعلاج للفيروس. قال هيلم إن الفيروس سيزول في غضون أيام إلى أسبوع مثل الزكام.

#### اليونان
على الرغم من تفشي فيروس كورونا، أعلنت كنيسة اليونان استمرار تأدية الأفخارستيا أو القربان المقدس الذي يتناول فيه مرتادو الكنيسة قطع من الخبز المنقوع في النبيذ من نفس الكأس. وذكر المجمع المقدس أن الأفخارستيا «لا يمكن أن تكون سبب انتشار المرض»، مع تصريح المطران سارافيم أن النبيذ طاهر لأنه يمثل دم وجسد المسيح وأن «من يحضر الأفخارستيا فهو يتقرب من الله الذي بيده الشفاء».
صرّحت النائبة الديمقراطية الجديدة إيلينا رابتي إنها ستذهب لتحضر القربان وأنه في حال وجود إيمان عميق، فإن القربان سيشفي ويعافي. رفضت الكنيسة منع المسيحيين من أداء الأفخارستيا. في التصريحات الرسمية، حثَّ العديد من رجال الدين المصلين على مواصلة المشاركة في القربان المقدس، مبررين ذلك بقولهم إن يسوع لم يمرض قط، بينما كان أسقف سارافيم بيرايوس يقول بأن أولئك الذين شاركوا في القداس دون إيمان حقيقي هم فقط الذين يمكن أن يتأثروا. أُورِدت تقارير تفيد بأن خط كوفيد-19 الساخن كان يبلغ المؤمنين القلقين بعدم وجود خطر العدوى أثناء تأدية السر المقدس.
أيد بعض الأطباء البارزين في الطب اليوناني علنًا استمرار تأدية القربان المقدس، الأمر الذي أدى إلى ردود فعل حادة من جانب الرابطة اليونانية للأطباء. وأعلنت إيليني غياماريلو، أستاذة الأمراض السارية والمعدية في جامعة أثينا، أنه لا يوجد خطر، وأنها تقبل بتأدية القربان المقدس المصحوب بالإيمان بالله كي لا تُصاب بالعدوى. انتقدت الرابطة اليونانية للأطباء هؤلاء الأخصائيين بسبب تبدية معتقداتهم الدينية على العلم.
أفادت التقارير أيضًا عن قيام زعيم حزب «الحل اليوناني» الشعبوي اليميني ببيع كريم لليدين عبر متجره التلفزيوني والذي يزعم أنه يقتل كوفيد-19 بالكامل رغم عدم موافقة السلطات الطبية على عقار المعجزات المزعوم هذا.

#### الهند
ادعى الناشط السياسي سوامي شاكراباني وعضو المجلس التشريعي سومان هاربريا أن تناول بول البقرة ومسح روث البقرة على الجسم يمكن أن يعالج فيروس كورونا. انتقدت كبيرة العلماء في منظمة الصحة العالمية سمية سواميناثن هذه الترّهات وانتقدت أولئك السياسيين لنشر المعلومات المضللة. في بيان غريب من نوعه، ادعى عضو البرلمان راميش بيدوري من حزب بهاراتيا جاناتا وفقًا لتوصية الخبراء أن استخدام ناماستي ككلمة للتحية يمنع عدوى كوفيد-19، في حين استخدام التحيات العربية مثل آداب أو السلام عليكم فلا يقي من العدوى إذ أنها توجه الهواء نحو الفم.

#### نيجيريا
بعد الإبلاغ عن أول حالة كوفيد-19 في نيجيريا في 28 فبراير، بدأت العلاجات غير المختبرة بالانتشار عبر منصات عديدة مثل واتساب.

#### كوريا الجنوبية
أخبر جون كوانغ-هون «الشعبوي المحافظ» أتباعه بعدم وجود خطر للتجمعات العامّة الكبيرة إذ أن الفيروس من المستحيل أن ينتقل في الخارج. يُذكر أن العديد من أتباعه من كبار السن.

#### الولايات المتحدة الأمريكية
انتشرت الادعاءات بأن معقم اليدين هو مجرد «مضاد للبكتيريا وليس مضاد للفيروسات»، وبالتالي فهو غير فعال ضد فيروس كورونا، على نطاق واسع على تويتر والشبكات الاجتماعية الأخرى. رغم أن فعالية معقم اليدين تعتمد على المكونات الخاصة، بيد أن معظم معقمات اليدين التي تُباع تجاريًا تقتل فيروس كورونا.
بعض أنصار نظرية كيو أنون، بما في ذلك جوردن ساثر وآخرين غيره، روّجوا لغسول الفم «المكمل المعدني المعجزة» (هو في الواقع مبيّض صناعي) كوسيلة لمنع المرض أو علاجه.
في فبراير 2020، روّج المبشر التلفزيوني جيم باكر لمحلول فضي غرواني يُباع على موقعه على الإنترنت كعلاج لفيروس كوفيد-19. صرحت المعالجة الطبيعية شيريل سيلمان كضيفة في عرضه كذبًا أنه «لم يجرِ اختباره على فيروس كورونا هذا بالتحديد، ولكن اختُبر على سلالات أخرى من فيروس كورونا وتمكن من القضاء عليها في غضون 12 ساعة». أصدرت إدارة الغذاء والدواء ومكتب النائب العام في نيويورك أوامر بالتوقف والكف بحق باكر، وقد قوضي من قبل ولاية ميسوري على المبيعات. أصدر أيضًا مكتب المدعي العام في نيويورك أمرًا بحق المذيع ألكس جونز بالتوقف والكف عن بيع معجون أسنان مشبع بالفضة زعم كذبًا أن بإمكانه قتل الفيروس وتم التحقق من صحة الأمر من قبل المسؤولين الفيدراليين، ما دفع المتحدث باسم جونز إلى إنكار أن المنتجات قد بيعت بغية علاج أي مرض.
أعلن المبشّر التلفزيوني كينيث كوبلاند على قناة فيكتوري أثناء عرض برنامج «مجابهة فيروس كورونا»، أنه قادر على علاج مشاهدي البرنامج من كوفيد-19 مباشرة من استوديو التلفزيون. ذكر أن على المشاهدين لمس التلفزيون لتلقي الشفاء الروحي.
في مارس 2020، أفادت صحيفة «ميامي نيو تايمز» أن مدراء خط الرحلات البحرية النرويجية أعدوا مجموعة من الأجوبة التي تهدف إلى إقناع العملاء القلقين حول حجز الرحلات البحرية، بما في ذلك المزاعم «الخاطئة بشكل صارخ» بأن فيروس كورونا «لا يستطيع البقاء إلا في درجات حرارة باردة، لذا فإن منطقة الكاريبي هي اختيار رائع لرحلتك القادمة»، وأن «أطباء الأسنان والأخصائيين الطبيين قد أكدوا أن الطقس الحار في الربيع سيشكل نهاية الفيروس»، وأن الفيروس «لا يمكن أن يعيش في درجات الحرارة الدافئة والاستوائية التي ستبحر بها رحلتك». يحذر العلماء من أن هذا ممكن، ولكن ليس مضمونًا.

#### فنزويلا
في 27 فبراير 2020، روجت ماريا أليخاندرا دياز، وهي عضو في الجمعية التأسيسية الفنزويلية، لوصفة ادعت أنها ستعالج كوفيد-19. وتتألف الوصفة من مكونات غالبًا يُراد بها منع ومعالجة نزلات البرد العادية، بما في ذلك الإذخر والخمان والزنجبيل والفلفل الأسود والليمون والعسل. وصفت دياز أيضًا الفيروس بأنه سلاح للإرهاب البيولوجي.

## معلومات مغلوطة من جانب الحكومات

### الصين

#### فيما يتعلق بسوء تعامل الحكومة مع الأزمة
الإبلاغ عن مخالفات من قِبل أطباء صينيين مختلفين. كشف لي وين ليانغ في 30 ديسمبر 2019 أن سلطات مستشفى ووهان كانت على علم بالفعل بأن الفيروس هو فيروس شبيه بالسارس وأن المرضى قد وُضعوا بالفعل تحت الحجر الصحي. وما زالت لجنة ووهان الصحية تصر على أن المرض المنتشر في ووهان حينها لم يكن سارس في تاريخ 5 يناير 2020.
في المراحل الأولى من تفشي المرض، صرّحت لجنة الصحة الوطنية الصينية عن عدم امتلاكها «دليل واضح» حول الانتقال من إنسان لآخر. وفي وقت لاحق، أشارت الأبحاث المنشورة في 20 يناير 2020 إلى أنه من بين الحالات المؤكدة رسميًا، قد يكون انتقال العدوى بين البشر قد بدأ في ديسمبر من العام السابق، وقد قوبل تأخير الكشف عن النتائج حتى ذلك الحين بانتقادات للسلطات الصحية. صرّح وانغ غوانغفا أحد مسؤولي الصحة بوجود «حالة من عدم اليقين بشأن انتقال العدوى بين البشر» لكنه أصيب بالعدوى من مريض خلال 10 أيام من إدلائه البيان.
وفقا لصحيفة ديلي بيست، في 27 يناير، نشر محرر صحيفة الشعب اليومية المملوكة للدولة على موقع تويتر صورة لمبنى سكني وادعى خطأً أنه مستشفى قيد البناء في ووهان وأنه قد أُنجِز «في غضون 16 ساعة». أُعيد تغريد الصورة فيما بعد من قِبل أحد النائبين في وزارة الخارجية الصينية.
في 15 فبراير 2020، نشر القائد أعلى والأمين العام للحزب الشيوعي الصيني شي جين بينغ مقالاً زعم فيه أنه كان على علم بالجائحة منذ 7 يناير 2020 وأصدر أمرًا لاحتواء تفشي المرض أثناء اجتماع في ذلك اليوم. لكن لم يرد أي ذكر للجائحة طوال الوقت في سجل الاجتماع نفسه الصادر مسبقًا.

#### فيما يتعلق بمنشأ الفيروس
أطلق المسؤولون الحكوميون الصينيون حملة منسقة لحملات التضليل الإعلامي سعيًا لنشر الشكوك حول أصل فيروس كورونا وانتشاره. لاحظت مراجَعة لوسائل الإعلام الحكومية الصينية ومنشورات وسائل الإعلام الاجتماعية في أوائل مارس 2020 -أجرتها صحيفة واشنطن بوست- أن نظريات المؤامرة المعادية لأمريكا التي تنتشر بين المستخدمين الصينيين «اكتسبت زخمها من خلال مزيج من التصريحات الرسمية غير المبررة التي ضخمتها وسائل الإعلام الاجتماعية والرقابة والشكوك التي أججها الإعلام الحكومي والمسؤولون الحكوميون». صرّح مسؤولو وزارة الخارجية الأمريكية، وكذلك أستاذ العلوم السياسية بجامعة شيكاغو دالي يانغ أن الحملة الصينية بدت وكأنها تهدف إلى صرف الانتباه عن سوء تعامل الحكومة الصينية مع الأزمة.
في مؤتمر صحفي في 12 مارس 2020، روّج متحدثان باسم وزارة الخارجية الصينية (جاو ليجين وجنغ شوانغ) لنظرية المؤامرة بأن فيروس كورونا قد تم «هندسته حيويًّا» من قبل القوى الغربية؛ واقترح أن الحكومة الأمريكية وبالتحديد الجيش الأمريكي قد نشر الفيروس. ولا يوجد دليل يدعم هذه الادعاءات. نشر جاو نظريات المؤامرة هذه على تويتر المحظور أصلًا في البر الرئيسي للصين ولكن يُستخدم كأداة دبلوماسية عامة من قبل المسؤولين الصينيين الذين يستخدمون البرنامج لتعزيز الحكومة الصينية والدفاع عنها ضد الانتقادات. عمل سفير الصين في جنوب أفريقيا على تضخيم هذه المزاعم على موقع تويتر. انتقدت أيضًا مواقع صينية أخرى على الإنترنت الحكومتين اليابانية والإيطالية.
أدانت وزارة الخارجية الأمريكية حملة التضليل الإعلامي الصينية وانتقدت السلطات الصينية بسبب نشر ادعاءات مؤامرة «خطيرة وسخيفة». استدعت الولايات المتحدة سفير الصين لدى الولايات المتحدة، تسوي تيان كاي، لإصدار «بيان صارم» بشأن ادعاءات الحكومة الصينية.

### الولايات المتحدة
اتُهم الرئيس الأميركي دونالد ترامب ومستشاره الاقتصادي الكبير لاري كودلو بنشر معلومات مضللة عن فيروس كورونا. وفي 25 فبراير، صرّح ترامب «أعتقد أن الوضع برمته سيبدأ بالانتهاء. نحن قريبون جدًا من التوصل للقاح». انتشر فيروس سارس كوف 2 «انتشارًا مجتمعيًا» في الولايات المتحدة منذ أسابيع، وقد يتطلب تطوير لقاح جديد عامًا على الأقل لإثبات السلامة والفعالية للحصول على موافقة تنظيمية. في مقابلة مع شون هانيتي في 4 مارس، ادعى ترامب أيضًا أن معدل الوفيات الذي نشرته منظمة الصحة العالمية خاطئ (وأن معدل الوفيات الصحيح هو أقل من 1%، وقال «حسنًا، أعتقد أن 3.4% هو حقًا رقم خاطئ»)، وأن التأثير المحتمل لتفشي المرض مبالغ به من قبل الديمقراطيين الذين يكيدون ضده، وأنه من الآمن للأفراد المصابين أن يذهبوا إلى العمل. وفي تغريدة لاحقة، أنكر ترامب تقديمه ادعاءات بشأن ذهاب الأفراد المصابين للعمل، رغم وجود مشاهد لقطات من المقابلة.
اتهم البيت الأبيض وسائل الإعلام بتعمد تأجيج المخاوف من الفيروس لزعزعة استقرار الإدارة. وذكرت صحيفة ستات نيوز أن «الرئيس ترامب وأعضاء إدارته قالوا أيضًا إن احتواء الولايات المتحدة للفيروس (قريب من الحصار) وأنّ الفيروس لا يتجاوز الإنفلونزا الموسميّة فتكًا. تتراوح تصريحاتهم بين خاطئة وغير مثبتة، وفي بعض الحالات، يقللون من شأن التحديات التي يتعين على مسؤولي الصحة العامة مواجهتها في الاستجابة للفيروس. وفي نفس وقت ادلاء ادعاء «تضييق الحصار» تقريبًا، كان مرض سارس كوف-2 قد تجاوز بالفعل الاحتواء لأن الحالة الأولى للانتشار المجتمعي للفيروس قد تأكدت، وكان ينتشر بسرعة أكبر من فيروس سارس كوف1 مع معدل وفيات جراء المرض لا يقل عن سبعة أضعاف معدل وفيات الإنفلونزا الموسمية.
اتهم أعضاء من مجلس الشّيوخ الأمريكيّ ببيع كميات كبيرة من الأسهم مع معرفة داخلية عن تفشي المرض قبل أن تتحطم الأسواق الماليّة، في حين قللوا علنًا من شأن المخاطر التي تفرضها الأزمة الصحية على الجمهور الأمريكي. ويشمل ذلك ريتشارد بور (من الحزب الجمهوري-كارولاينا الشمالية) وكيلي لوفلر (من الحزب الجمهوري-جورجيا) بالإضافة إلى مساعدي أعضاء مجلس الشيوخ.

## معلومات خاطئة من المجرمين
حذرت منظمة الصحة العالمية التابعة للأمم المتحدة من عمليات الاحتيال الإجرامية حيث يقدم الجناة أنفسهم كممثلين عن منظمة الصحة العالمية باحثين عن معلومات شخصية من الضحايا عبر البريد الإلكتروني أو الهاتف.
تشير شركة تشك بوينت للأمن الإلكتروني إلى حدوث زيادة كبيرة في هجمات الخداع الإلكتروني لجذب الضحايا إلى تثبيت فيروس كمبيوتر دون قصد تحت ستار رسائل البريد الإلكتروني التي تحمل عنوان فيروس كورونا والحاوية على مرفقات أخرى. فهم يستخدمون نطاقات زائفة مثل «cdc-gov.org» بدلاً من «cdc.gov» الصحيح، أو حتى انتحال النطاق الأصلي بحيث يبدو حقيقيًا. وقد سُجِّل أكثر من 4000 نطاق متعلق بفيروس كورونا.
أبلغت الشّرطة في نيو جيرسي بالولايات المتّحدة الأمريكيّة عن وقوع حوادث قام فيها مجرمون بالطرق على أبواب النّاس والادعاء أنهم من مركز مكافحة الأمراض محاولين بيعهم منتجات بأسعار مبالغ فيها أو خداع الضحايا تحت ستار تثقيف الجمهور وحمايته من فيروس كورونا.
انتشرت الروابط التي تزعم أنها تؤدي إلى خريطة جامعة جونز هوبكنز للفيروس كورونا ولكنها تقود بدلاً من ذلك إلى موقع مزيف ينشر البرمجيات الخبيثة على الإنترنت.

## النظام الغذائي

### أكل الخفافيش
نشرت بعض المنافذ الإعلامية بما في ذلك صحيفة ديلي ميل ومحطة آر تي إلى جانب أفراد آخرين معلومات خاطئة عن طريق نشر فيديو يظهر سيدة صينية شابة تتناول خفاش وتدعي كذبًا أنه اصطيد في ووهان. يحتوي فيديو تم تداوله على نطاق واسع على لقطات غير ذات صلة لمقطع مدوِّنة فيديو لمسافرة صينية -وانغ منغيون- تتناول فيه حساء الخفاش في جزيرة بالاو في عام 2016. قدمت وانغ اعتذاراً على موقع ويبو، قالت فيه إنها تلقت تهديدات، وأنها لم ترغب إلا في عرض مأكولات مطبخ بالاو. إن انتشار المعلومات المضللة عن تناول الخفافيش ينبع من رهاب الأجانب تجاه الآسيويين. يقترح العلماء أن الفيروس نشأ في الخفافيش ثم انتقل إلى حيوان مضيف وسيط قبل إصابة الإنسان.

### مناعة نباتية
نشرت بعض المنظمات، بما في ذلك منظمة بيتا، وأفراد آخرون ادّعاءات كاذبة على وسائل التواصل الاجتماعي بأن تناول اللحوم يجعل الناس عرضة للإصابة بالفيروس.
في الهند، انتشرت إشاعة زائفة على الإنترنت تزعم أن الأشخاص الذين يتناولون اللحوم هم فقط الذين تأثروا بفيروس كورونا، ما تسبب بانتشار الهاشتاغ #NoMeat_NoCoronaVirus على تويتر.

### ربط البيرة كورونا خطأً مع الفيروس
نُشر استطلاع للرأي يظهر أن 38% من محتسي البيرة الأمريكيين رفضوا شرب البيرة كورونا. هذه الإحصائية لا تعتبر مؤشرًا موثوقًا للاعتقاد الأمريكي بأن شرب البيرة يسبب الفيروس، على الرغم من أن الافتراضات حول هذا الموضوع قد انتشرت في وسائل الإعلام وبين الجمهور. لا توجد صلة بين الفيروس والبيرة.

## البيئة والحياة البرية
خلال هذا الجائحة، شاركت مصادر صحفية ووسائل إعلام اجتماعية كثيرًا من الصور المضللة الزائفة أو التقارير الإخبارية عن الأثر البيئي لجائحة فيروس كورونا. زعم منشور انتشر على نطاق واسع على موقع ويبو ونشر على موقع تويتر أن مجموعة من الأفيال نزلت إلى قرية خاضعة للحجر الصحي في إقليم يونان في الصين، ثم شربت نبيذ الذرة حد الخمر، وغابت عن الوعي في كزرعة للشاي. وقد نفت دائرة الأخبار الصينية المملوكة للدولة هذا الادعاء وأشارت إلى أن الفيلة البرية منظر شائع في القرية؛ وقد التُقِطت الصورة المرفقة بالمنشور أصلًا في مركز أبحاث الفيل الآسيوي في يونان في ديسمبر 2019. وفي أعقاب تقارير عن انخفاض مستويات التلوث في إيطاليا نتيجة عمليات الإغلاق التام انتشرت صور تظهر البجعات والدلافين وهي تسبح في قنوات البندقية على نطاق واسع وسائل التواصل الاجتماعي. تبين أن صورة البجعات قد أُخِذت في بورانو حيث يشيع وجود البجعات بينما صُوّرت لقطات للدلافين في ميناء في سردينيا على بعد مئات الأميال. وأوضح مكتب عمدة البندقية أن ما ورد في التقارير عن وضوح المياه في القنوات كان بسبب عدم وجود رواسب تتعرض للركل من خلال حركة القوارب، لم يكن ذلك بسبب نقص تلوث المياه المُبلغ عنه في البداية.